# Bro, Gotlands kommun
Bro är kyrkbyn i Bro socken i Gotlands kommun. Strax norr om kyrkbyn ligger byn Duss för vars bebyggelse SCB har avgränsat en småort som benämns Bro och Duss även om bebyggelsen i kyrkbyn inte omfattas.
I byn återfinns Bro kyrka.